# برک (ویرجینیا)
برک، ویرجینیا (به انگلیسی: Burke) یک سکونتگاه مسکونی و منطقه سرشماری‌شده در ویرجینیا است که در شهرستان فرفکس، ویرجینیا واقع شده‌است.

## خصوصیات
برک ۳۰٫۲ کیلومترمربع مساحت و ۵۹٬۴۶۸ نفر جمعیت دارد و ۷۸ متر بالاتر از سطح دریا واقع شده‌است.